# Červený Kláštor (Kloster)

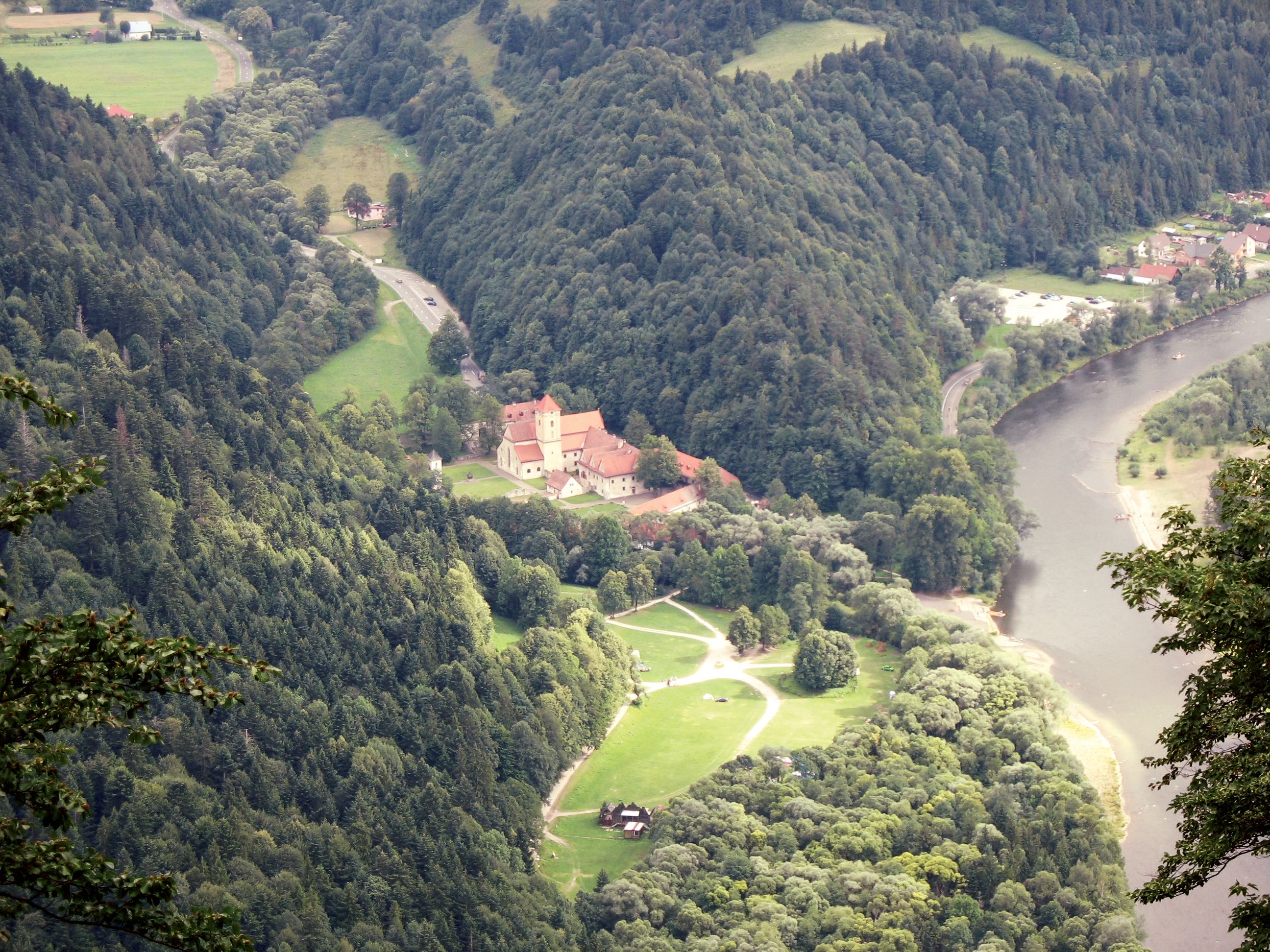
Blick von dem Gipfel der Trzy Korony, rechts der Grenzfluss Dunajec

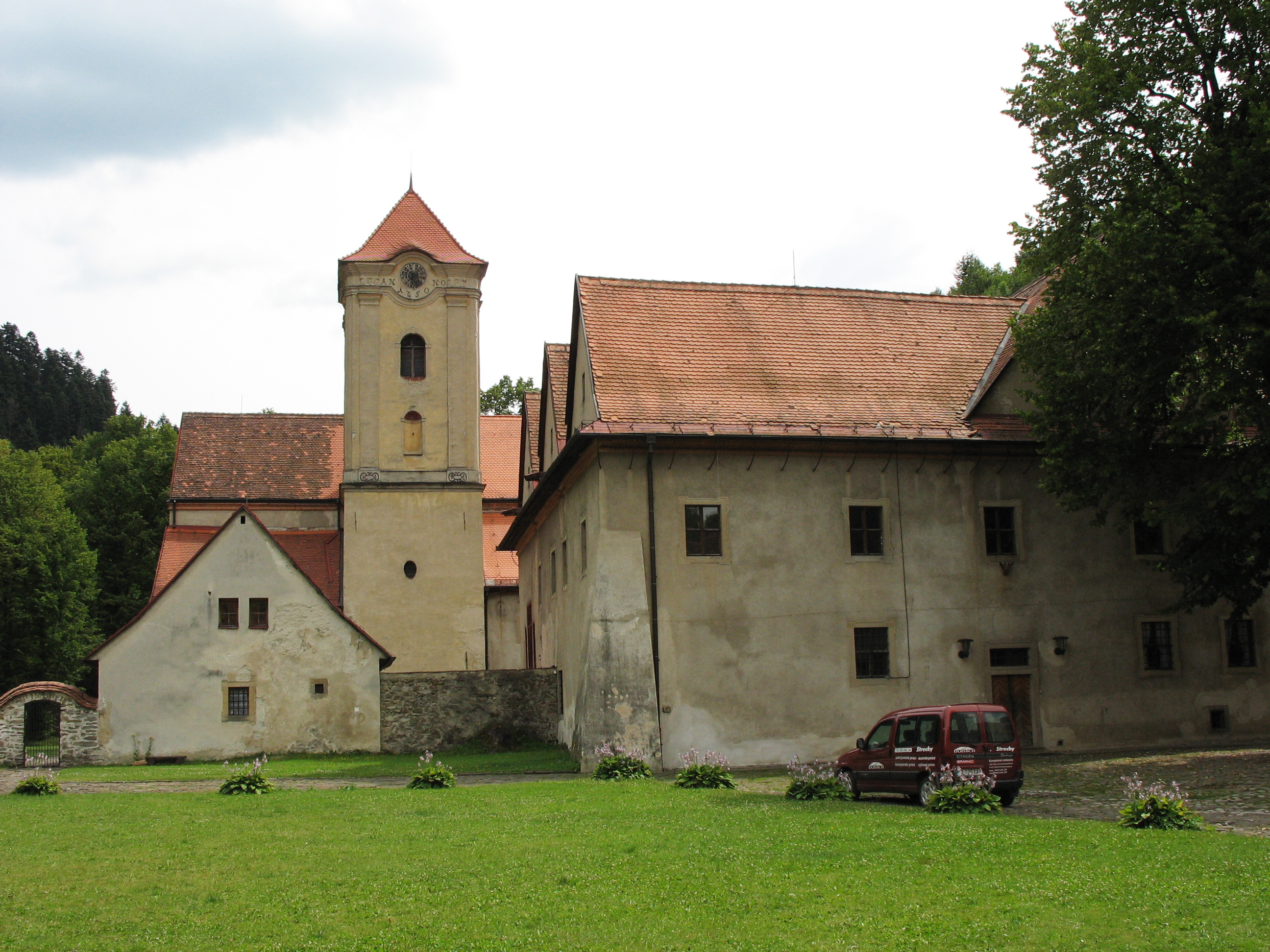
Kirche und Kapitelhaus von Nordwesten

Das Červený Kláštor (slowakisch Červený Kláštor ‚Rotes Kloster‘) ist ein früheres Kloster an der Mündung des Lipník in den Dunajec im Pieninengebirge, Slowakei. Es liegt am westlichen Fuß des 657,4 m hohen und schroffen Klosterberges (Kláštorná hora) in der gleichnamigen Gemeinde Červený Kláštor im Okres Kežmarok. Ursprünglich hieß es Kloster Lechnica. Die Bezeichnung Rotes Kloster wird zumeist auf das rote Dach zurückgeführt. Es hat auch Ziegelmauerwerk. Von außen sind heute nur die Gesimse aus Formsteinen unter den Dachtraufen der Kirche und des Kapitelhauses sichtbar. Die Fensterfassungen sind aus Werkstein. Vom übrigen Mauerwerk lässt der Putz nicht erkennen, aus welchen Materialien es errichtet wurde.

## Geschichte

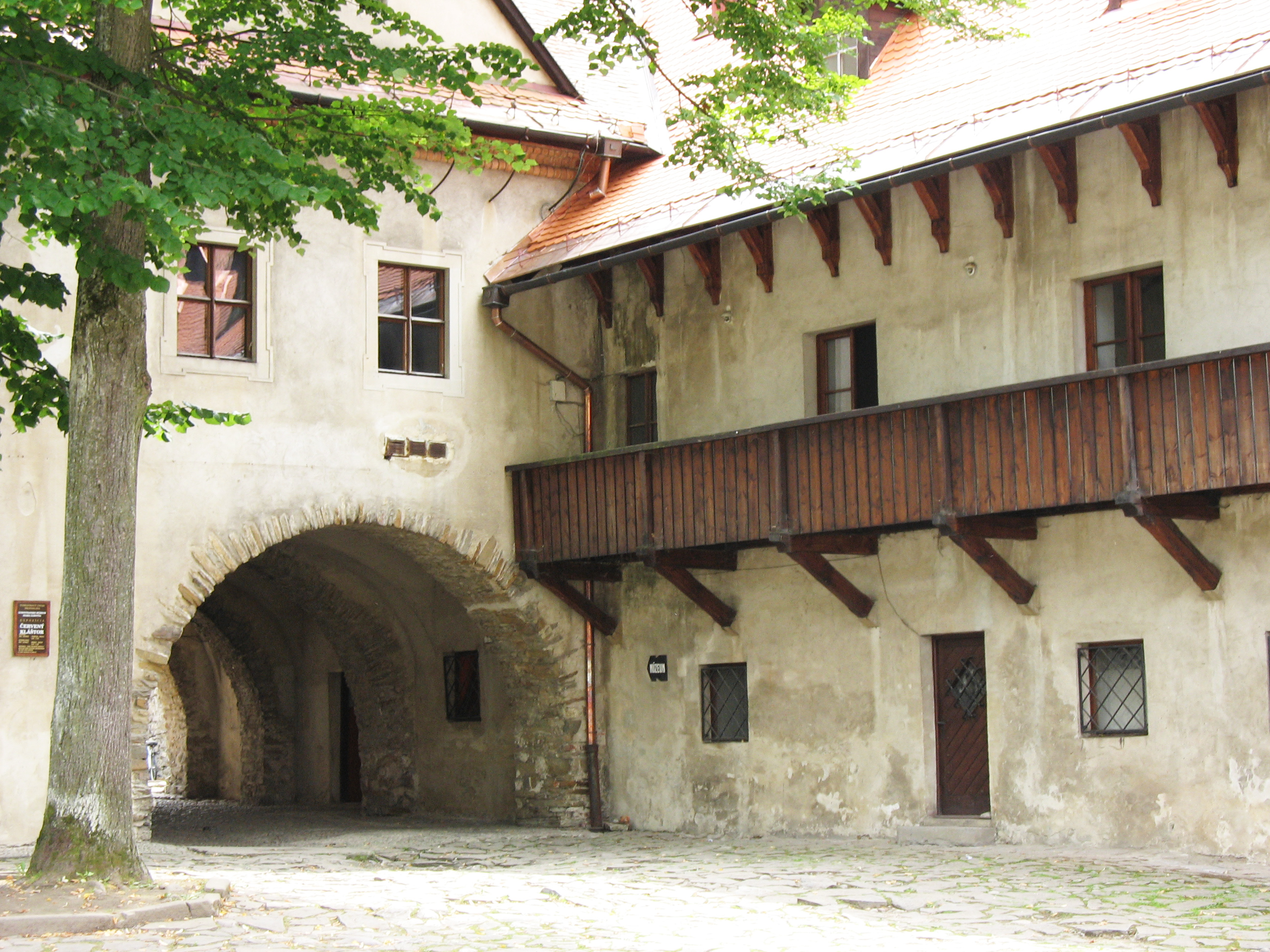
Innenhof

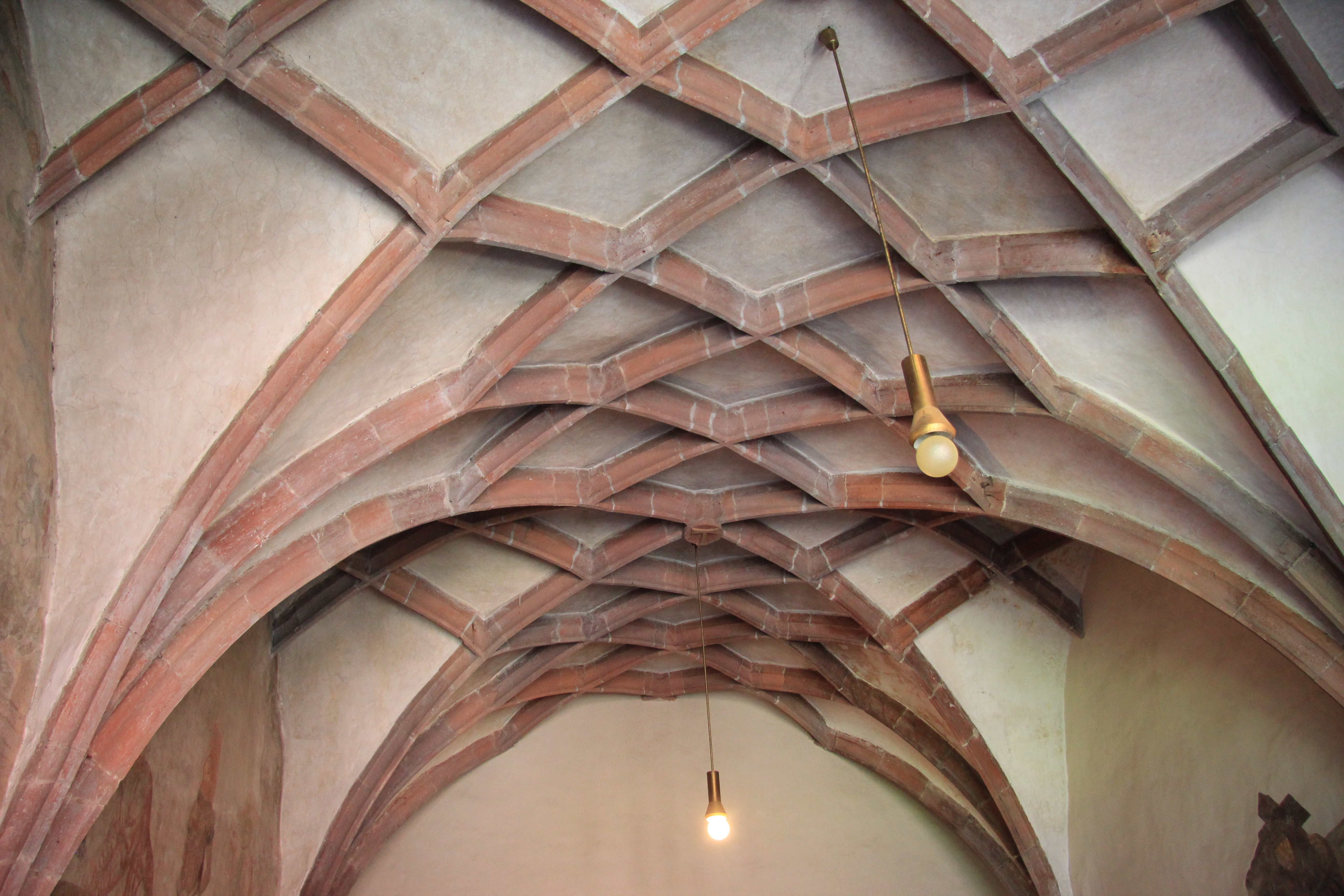
Netzgewölbe mit Rippen aus Formziegeln im Kapitelsaal

An der alten Handelsstraße von Ungarn nach Polen entstand nahe einer Furt über den Dunajec, vor dessen Durchbruch durch die Pieninen, eine Einsiedelei, bei der 1320 das Kloster gegründet wurde. Als Sühne für den Mord an einem Propst der Kreuzherren von Šariš überließ Magister Kokos 1319 das Dorf Lechnica an die Kartäuser vom Zufluchtfelsen (Skala útočišťa) zur Gründung eines Klosters. Karl I. Robert zeichnete 1320 die Gründungsurkunde, der Bau des Klosters begann jedoch erst ab 1330.

### Kartäuserorden
Seine Lage an der Grenze zwischen Polen und Ungarn sowie der Handelsverbindung von der Theiß zur Weichsel brachte dem Kloster Reichtum, seit 1351 wurde das Kloster eigenständig. Es besaß Brau-, Mühl- und Fischereigerechtigkeiten sowie die Gerichtsbarkeit. Das Kloster Lechnica entwickelte sich binnen kurzer Zeit zu einem bedeutsamen Ort der Kultur, Wissenschaft und des geistlichen Lebens. 1360 entstand die kleine einschiffige Klosterkirche im gotischen Stil. Entsprechend den Regeln des Kartäuserordens wurden die Zellen der Mönche klein bemessen. Sie befanden sich in Einzelhäusern um einen zentralen Kreuzgang, an dem sich auch die Konventgebäude und die Kirche befanden. Im Kloster Lechnica entstanden prachtvolle Codices, von denen noch zwei erhalten sind. Eines dieser illuminierten Pergamentbücher befindet sich heute in der Jagiellonenbibliothek Krakau, ein anderes im Bestand der Budapester Universitätsbibliothek. Weiterhin widmeten sich die Mönche der Astronomie, Medizin und Alchimie.
Beim Einfall der Hussiten aus Polen in der Slowakei (Königreich Ungarn) unter Dobeslav Puchala im Jahre 1431 plünderte diese nach der Brandschatzung von Spišská Stará Ves auch das Kloster Lechnica. 1433 fielen wiederum hussitische Heere unter Johann Pardus von Hrádek und Friedrich von Strážnica in die Zips ein; vor ihrem Sturm auf Kežmarok wurde das Kloster erneut ausgeraubt.
Nur wenige Jahre später waren es die Bratríci des Tschechen Petr Aksamits unter denen das Kloster litt. Das Söldnerheer beherrschte Teile der Zips und verselbständigte sich ab 1454 zu einer Räuberhorde, deren Hauptmann Aksamit nahe dem 3 km vom Kloster entfernten Dorf Haligovce sein Hauptlager in den Felsen hatte. Erst im Jahre 1462 konnten die Bratríci für immer ausgetrieben werden.
Noch 1462 wurden die Schäden am Kloster wieder behoben, ein Refektorium geschaffen und der Klosterbesitz um Güter im Weinbaugebiet Zemplín erweitert. 1507 erwarb das Kloster ein Dreißigstel der reichen Stadt Košice (Kaschau), ebenso die Gerichtsbarkeit über Veľká Lesná (Richwald).
Diese erneute Blütezeit ging 1526 zu Ende. Die Unruhen im Königlichen Ungarn (der heutigen Slowakei) und die Ausbreitung der Reformation führen immer mehr zum Verlust des einstigen Status. Ein Überfall polnischer Landknechte aus Niedzica auf das Kloster veranlasst immer mehr Mönche aus Furcht um ihre Sicherheit zum Verlassen des Klosters. 1563 flieht auch der Alchimist Martin Kacberborovic samt seinem Laboratorium aus dem Kloster ins sichere Olmütz. Zuvor hatte er den Neudorfer Organisten Andrej Smoczký in seine Kunst eingeweiht, der sie später in dem Buch Vade mecum et ego tecum darstellte.
Nach der Aufhebung des Klosters im Jahre 1563 wurde es nur noch vom früheren Prior bewohnt. Es war nach dessen Tode 1567 leerstehend und wurde durch den Propst des Zipser Generalkapitels Gregor Bornemisza verwaltet.

### Privatbesitz
1569 erwarb Kaspar Magoczy sämtlichen Klosterbesitz, ihm folgten Stephan Thököly und Georg Horvath. 1626 wurde das Adelsgeschlecht Rákóczi neuer Besitzer. Unter Paul Rákóczi erfolgten Instandsetzungen an den vom Verfall bedrohten Klostergebäuden. 1699 erwarb der Bischof von Neutra, Ladislav Maťašovský, das Kloster von Elisabeth Rákóczi. In der Zeit des Rákóczi-Aufstandes hatte das Heer General Barthotys 1705 das Kloster besetzt, das der Bischof testamentarisch den Kamaldulensern überlassen hatte. 1709 zogen sich die Kuruzen wieder aus Lechnica zurück.

### Kamaldulenserorden
Nach Beendigung des Aufstandes übernahmen die Kamaldulenser 1711 das Kloster. Dabei erfolgten ein Umbau und eine Neugestaltung im barocken Stil. Die Klosterkirche wurde 1750 mit einem barocken Turm versehen und 1754 außen ein zweiter Wirtschaftshof sowie eine Kapelle für Reisende angebaut.
Die neuen Bewohner richteten eine Brauerei und ein Gasthaus ein. Bei Richwald wurden Glaswerkstätten eingerichtet, sowie Ackerbau, Gärtnerei und Fischerei betrieben. 1754 entstand im Kloster ein Professorium der Kamaldulenser, das 1772 ins Kloster Majk verlegt wurde. Wegen seiner Lage in einer ruhigen Umgebung und der Gebirgsluft wurden im Kloster zunehmend erkrankte sowie alte Mönche untergebracht.
Besondere Bekanntheit erlangte die Klosterapotheke, die gleichfalls 1754 gegründet würde, unter Frater Cyprian (1724–1775), der sie von 1756 bis zu seinem Tode leitete. Cyprian veröffentlichte 1766 das "Herbarium", das sowohl eine viersprachige Beschreibung von 272 Pflanzenarten der Pieninen und Tatra als auch verschiedene Krankheiten und deren Heilung beschreibt. Daneben widmete sich der Frater auch der Kosmologie und Mechanik.
Im 18. Jahrhundert wirkte der Pater Romuald Hadbavný (1714–1780) als Wirtschaftsverwalter und Archivar des Klosters, der – vor allem in der älteren Forschung – als der Autor der ältesten erhaltenen slowakischen Bibelübersetzung, der sgn. Kamaldulenser-Bibel sowie eines lateinisch-slowakisches Wörterbuch und übertrug Lieder von Louis de Blois in die slowakische Sprache.
1782 erfolgte die Säkularisation der Klöster kontemplativer Orden in Österreich und Ungarn unter Joseph II.

### Nach der Auflösung
Der Klosterbesitz wurde 1782 verstaatlicht und ging in die Verwaltung des Religionsfonds über. Die Innenausstattung des Klosters wurde peu à peu entnommen. Teilweise wurden die wertvollen Gegenstände verkauft, wie die Kirchenausstattung, die ins polnische Muszyna ging. Das Klosterarchiv und die Bibliothek kamen nach Pest.
Mit der Errichtung des Bistums Prešov (Eperies) der griechisch-katholischen Kirche überließ Franz I. 1820 diesem das Kloster, das jedoch nicht mehr als solches genutzt wurde. 1907 wurde es durch ein Feuer zerstört.
In den 1920er Jahren wurde der Slowakische Wander- und Skiklub neuer Mieter der Anlage und begann zwei Mönchshäuser und die Anlagen zu sanieren. Zwischen 1956 und 1966 erfolgten archäologische Grabungen im Klosterterrain und der anschließende denkmalschutzgerechte Wiederaufbau des Roten Klosters, das zum nationalen Kulturdenkmal der Slowakei erklärt wurde. 1992 bis 1999 wurde die Innenausstattung der Kirche saniert.
In dem Kloster ist heute ein Museum und ein Restaurant untergebracht.